# Нікольський тупик
Нікольський тупик (рос. Никольский тупик) — тупик на північному заході Москви. Примикає до непарної сторони Ленінградського шосе за шляхопроводом через Мале кільце Московської залізниці, проходить через парк Покровського-Глєбова і по дамбі Хімкинського водосховища.

## Походження назви
- Названий за назвою села, пізніше селища Нікольське, яке розташовувалося вздовж Ленінградського шосе[2].
- Може бути названий на початку XX століття по іконі Миколи Чудотворця, яка знаходилася на стіні Іваньківської каплиці, розташованої на північний схід у бік тупика[3].

## Історія
Тупик виник в селі Іванькове і примикав до Берегової вулиці цього села. У 1937 році після утворення Хімкинського водосховища тупик опинився на його березі. Пізніше назва тупику була поширена на дорогу, яка продовжувала його і проходила по дамбі через парк Покровського-Глєбова до Ленінградського шосе. Наприкінці 1980-х років село Іванькове було знесено, а у 1999 році закрито проїзд по дамбі. На місці села наприкінці 1990-х років побудовано житловий комплекс «Покровські пагорби». Праворуч до глухого кута примикає територія Центрального спортивного клубу Військово-морського флоту, а ліворуч, за греблею — територія будинку відпочинку «Чайка», який раніше належав Московському міському комітету КПРС, а нині — Управлінню справами московської мерії.